# لارها

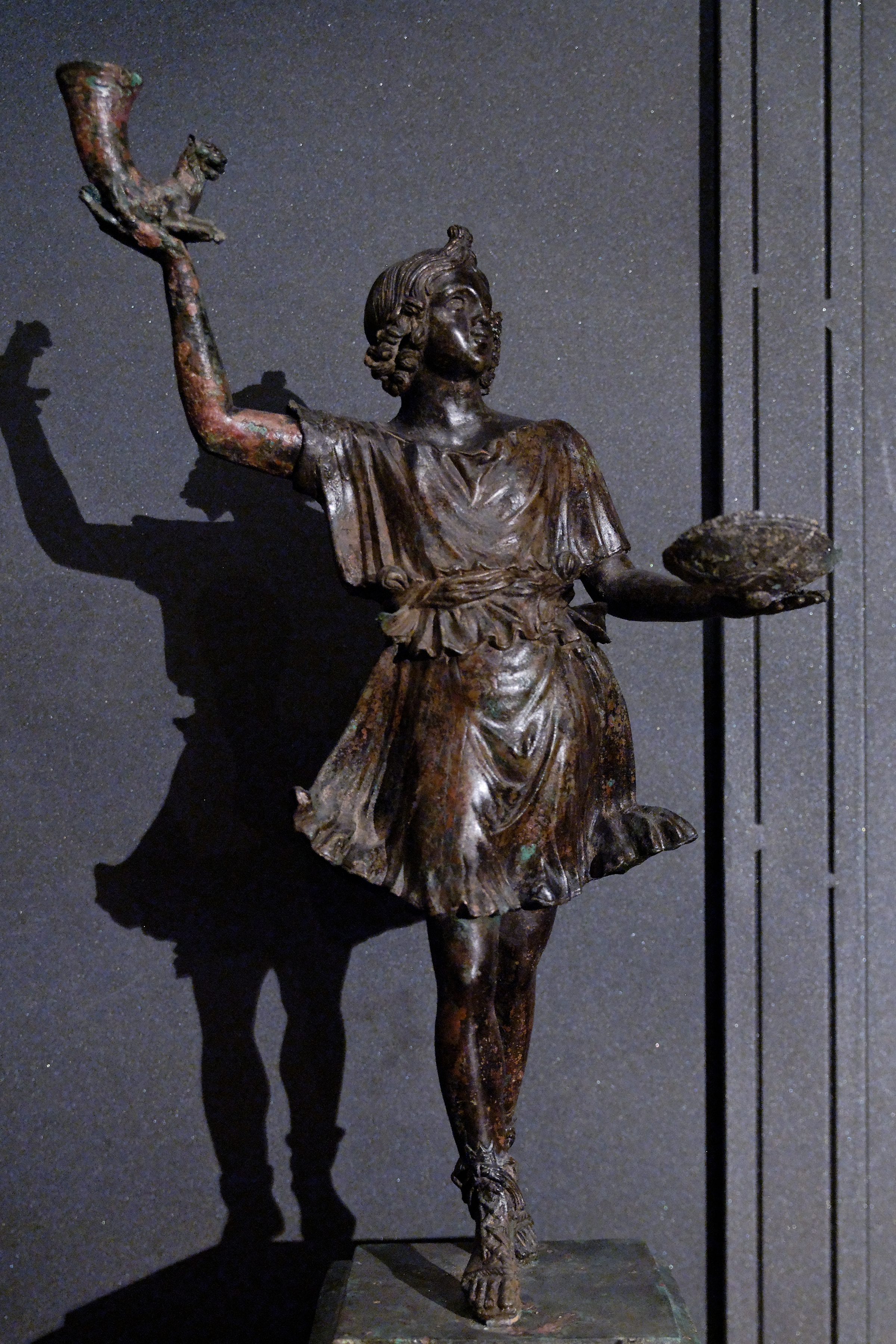
مجسمه یک لار، از جنس برنز، مربوط به قرن نخست میلادی، موزه کاپیتولین، رم

لارها (به لاتین: Lares) در اساطیر روم و مذهب روم باستان، روح پاسدار خانواده و در عین حال شاید ارواح نیاکانی بودند که به شیوه‌ای منظم در سرتاسر روم نیایش می‌شدند. معبد آنان در نزدیکی طاق تیتوس قرار داشت.
ویل دورانت این خدایان رومی را به‌خصوص حافظ چهارراهها و محیط‌های خانگی خوانده‌است.

## شرح
لارها خدایان محافظت‌کننده در روم باستان بودند. منشاء این خدایان به درستی مشخص نیست، و ممکن است بتوان آنان را نگاهبانان خانه‌ها، مزارع، یا حتی مرزها تلقی نمود یا آنان را ایزدان سودمندی و پرباری یا نیاکانی قهرمان با اسامی ذکر نشده و نامشخص، یا حتی آمیزه‌ای از اینها به‌شمار آورد. لارها در اواخر دوران جمهوری رم، در شکل مجسمه‌های کوچکی که به فرم استاندارد و معمولاً به صورت زوجی (دوتا دوتا) ساخته می‌شدند، مورد پرستش قرار می‌گرفتند.
تصور بر این بود که لارها بر تمامی وقایعی که در درون مرزها رخ می‌دهد، ناظرند و بر این وقایع قدرت اعمال نفوذ دارند و قادرند بر هر نقطه و هر عملکردی تأثیرشان را بگذارند. مجسمه‌های خانگی لارها، در طی وعده‌های غذایی هر خانواده بر سر میز یا سفره غذا قرار داده می‌شدند، و به نظر می‌رسید که حضور لارها، و پرستش و طلب برکت از آنان در تمامی فعالیت‌ها و اقدامات مهم هر خانواده مورد نیاز بود. بر اساس نتایج برخی از پژوهش‌های باستانی (و همینطور برخی از پژوهش‌های مدرن)، لارها (لارها)، جزو مقوله و طبقه خدایان خانوار (ایزدان خانوادگی) قرار می‌گیرند. نویسندگان رومی گاهی این خدایان را با خدایان اجدادی، خدایان خانگی و فامیلی و خانوادگی و همینطور خدایان اجاق یا آتشدان خانگی [=خدایان مرتبط با وستا] یکسان شناسایی کرده و در یک گروه قرار داده‌اند. در مقایسه با خدایان بزرگ روم، گستره فرمانروایی و میزان قدرت و نفوذ لارها محدود شده بود، اما با این وجود این ایزدان (لارها)، پدیده‌هایی با اهمیت در آیین‌های پرستش روم باستان به‌شمار می‌آمدند: با مقایسه شباهت میان کلمات، گروهی از خدایان خانگی روم (که لارها جزو آن‌ها قرار می‌گیرند)، می‌توانند شرح دهنده همان مفهومی‌باشند که به تعبیر لارِم بازمی گردد.

## جشن‌ها و آیین‌های مرتبط
به افتخار لارها جشن‌ها و آیین‌ها و مناسک مخصوصی در شماری از جشنواره‌های ملی و عمومی برگزار می‌شد. برخی از این جشن‌ها و آیین‌ها تمام و کمال در هر ویسی یا ویکی(مناطق یا بخش‌های سیاسی) حفظ گردیده‌است. جشن مربوط به چهار راه‌ها (محل تلاقی جاده‌ها) یا مرزها یکی از این جشن‌ها و آیین‌ها بود که در زیارتگاه یا معبدی که توسط سرویوس تولیوس بنیان‌گذاری شده بود، برگزار می‌شد و بر مسائل مذهبی، و همینطور بر زندگی اجتماعی و سیاسی و موضوعات محلی، در اکثریت جوامع پلبیان نظارت داشت. مقامات اداری معبد که در برگزاری این آیین‌ها سهم داشتند و شامل مردمان آزاد و بردگان می‌شدند، به استثنای مقاماتی که بخاطر وضعیت یا اموالشان اغلب دارای صلاحیت مذهبی یا اداری و مذهبی در این زمینه بودند، از این روند حذف گردیدند. این آیین‌ها یا مناسک و جشن‌ها یا جشنواره‌های اجتماعی، در جریان تصفیه‌ها و اصلاحات آگوستی[که توسط امپراتور آگوستوس صورت گرفت]، همراه با اصلاحات مذهبی، و همینطور اصلاحات اجتماعی و سیاسی دستخوش تغییرات و اصلاحاتی گردیدند. آیین‌های پرستش لارها در خانواده‌ها و جوامع رومی، دست کم تا قرن چهارم میلادی دوام داشت.
در دی ماه هر سال، جشن شادیبخش «چهار راهها» برگزار می‌شد که در آن، لارها، یعنی نگاهبانان زمین، نیایش می‌شدند.

## نکات دیگر

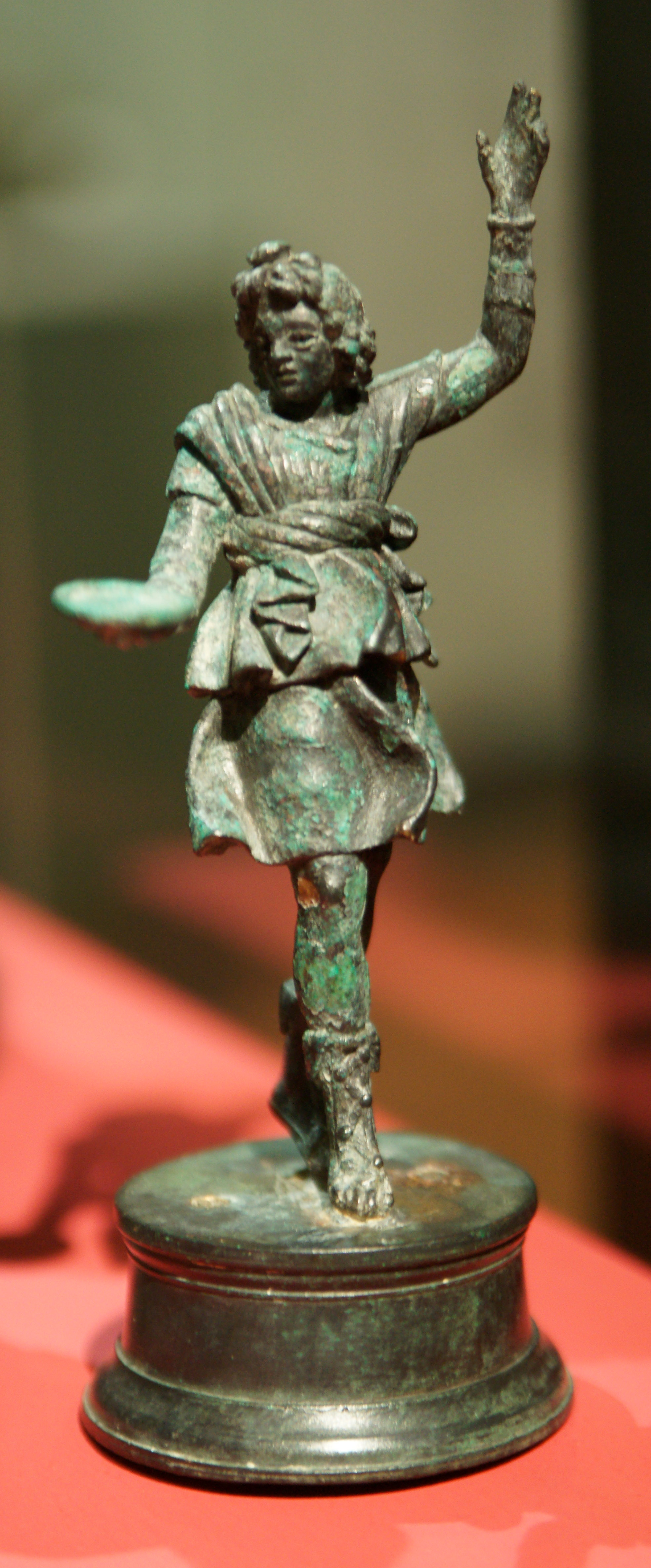
لار گالو-رومی، مربوط به دوران امپراتوری، از مجموعه تندیس‌های موری(نمونه‌ای از مجسمه‌های کوچک لارها، که بر روی اجاق یا آتشدان خانگی منازل قرار داده می شده است)

ویل دورانت در کتاب عظیم خود، تاریخ تمدن، نام لارها را جزو اساطیر اتروسکی نیز ذکر می‌کند و بیان می‌نماید که لارها جزو خدایان دوازده گانه اتروسکی محسوب می‌شده‌اند. وی در ارتباط با ویژگی‌های لارها در اتروسک می‌نویسد:
لارها و پنات‌ها [در میان خدایان دوازده گانه اتروسکی]، به شوخ طبعی شناخته می‌شدند، مجسمه‌های کوچک آن‌ها در پرستشگاه نماینده روح کشتزار و خانه بود.
وی در جای دیگر به همراهی و ارتباط لارها با پنات‌ها چنین اشاره می‌کند:
«بر فراز آتشدان[=اجاق] خانه‌های رومی، تندیس‌هایی با تاج‌هایی از گل وجود داشت که نماینده خدایان یا ارواح خانواده بودند. از میان آن خدایان، یکی لارها بود[ند] که کشتزارها، ساختمان‌ها و دارایی خانواده به دست او[کذا، صحیح: آنها] بود و دیگری پناتس یا خدایان درون خانه، که اندوخته‌های خانواده را در انبارها و گنجه‌ها و طویله‌ها حفظ می‌کردند.» 